# Обрушение трибуны на стадионе «Айброкс»

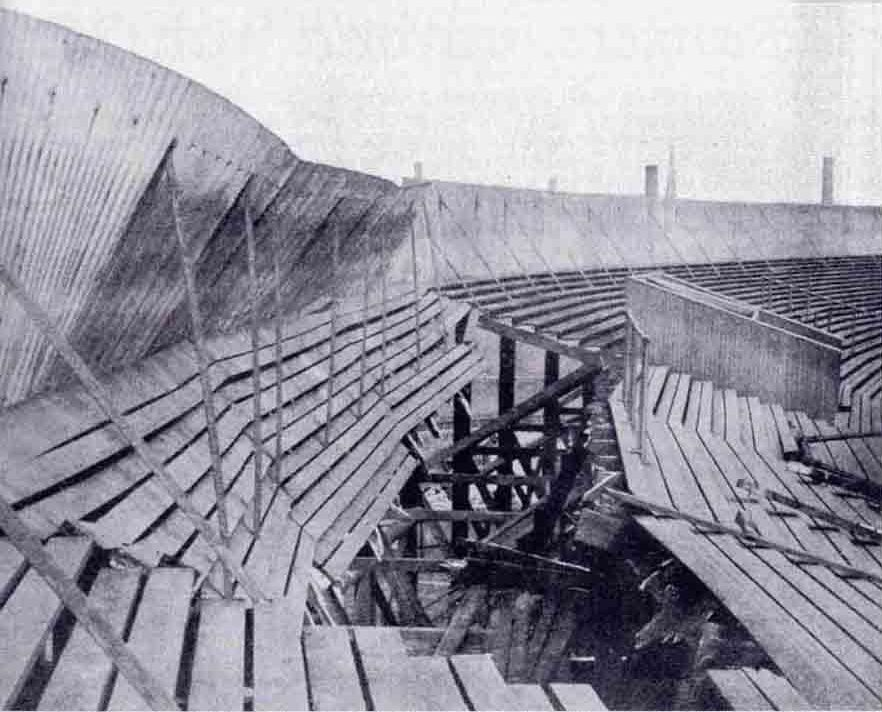
Фотография разрушенной трибуны после трагедии 1902 года.

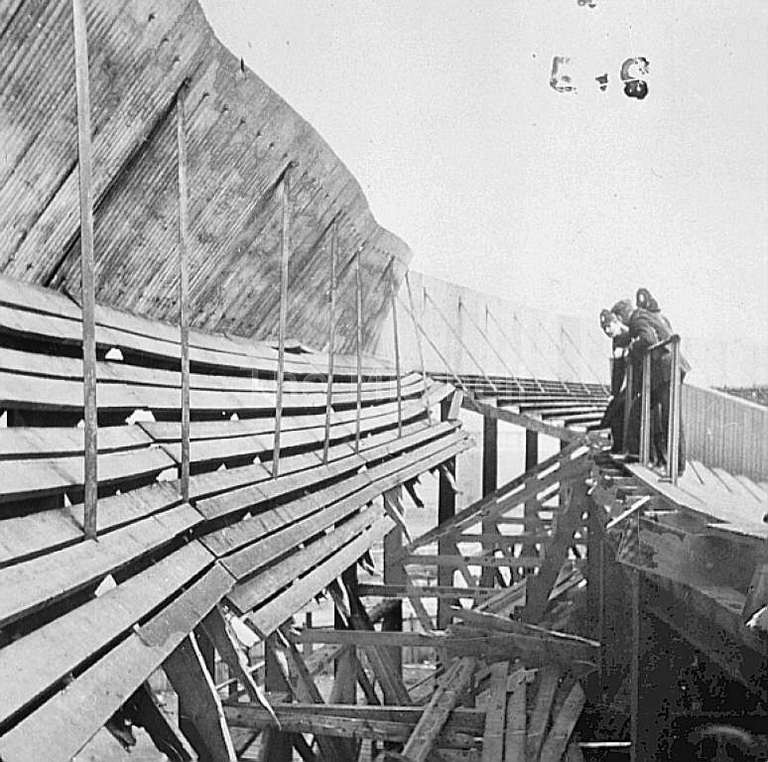
Специальная комиссия осматривает разрушенную трибуну.

Обрушение трибуны на стадионе «Айброкс» (ранее стадион назывался «Айброкс Парк») произошло в шотландском городе Глазго в 1902 году. При обрушении погибло 25 человек. Это было первое происшествие, произошедшее на этом стадионе, но не последнее. В 1960-х в образовавшихся давках погибло два человека, а в масштабной трагедии 1971 года — 66 человек.

## Трагедия 1902 года
5 апреля 1902 года на стадионе «Айброкс Парк» в шотландском Глазго проводился футбольный матч в рамках розыгрыша Домашнего чемпионата Великобритании между местной сборной и национальной командой Англии. Поединок собрал большое количество зрителей — 70 тысяч. Накануне вечером в городе выпали обильные осадки в виде проливных дождей. Насквозь промокшая деревянная Западная трибуна не выдержала большого скопления публики и на 51-й минуте поединка обрушилась. Сотни болельщиков упали с высоты 12 метров на землю. В результате 25 человек погибло, ещё 517 получили ранения.
Тем не менее, матч был доведён до конца, чтобы избежать массовой паники и, следовательно, давки на других трибунах. По решению сторон результат этой встречи был аннулирован, и поединок команды переиграли 3 мая того же года в английском Бирмингеме на стадионе «Вилла Парк». Все средства, вырученные от продажи билетов, пошли семьям погибших.
Специально созданная комиссия по расследованию трагедии установила: основной причиной инцидента послужило то, что опоры трибуны на «Айброксе» были сделаны из стали. Ранее на стадионе не проходили матчи подобного уровня, соответственно, трибуны не могли быть рассчитаны на столь массовое скопление публики. После катастрофы на стадионах Великобритании опоры были в срочном порядке заменены на железобетонные. Причиной смерти большинства жертв стало падение с большой высоты и получение множества переломов, не совместимых с жизнью. Другая часть погибших ушла из жизни в результате нанесения им обломками и краями трибуны рваных ран.